# Uteodon
Uteodon („zub lidu Uteů“) byl rod býložravého ornitopodního dinosaura, který žil v období svrchní jury (asi před 150 miliony let). Jeho fosilní pozůstatky byly objeveny v Utahu (USA).

## Popis
Tento bazální iguanodont byl součástí fauny proslulého Morrisonského souvrství. Popsal jej Andrew T. McDonald v roce 2011 jako typový druh U. aphanocoetes. Původně byl ale tento dinosaurus popsán jako Camptosaurus aphanocoetes v roce 2008. Jednalo se o poměrně robustního ornitopoda, jehož délka činila kolem 6 metrů a hmotnost se pravděpodobně blížila 2 tunám.
Blízce příbuznými rody jsou evropská Cumnoria a severoamerický Camptosaurus.